# Bauerbach (Bretten)
Bauerbach ist ein Stadtteil der Großen Kreisstadt Bretten in Baden-Württemberg. Bauerbach hat 1287 Einwohner.

## Geographische Lage
Das Dorf Bauerbach liegt etwa fünf Kilometer nordnordöstlich der Stadtmitte von Bretten auf einer Höhe von 188 m ü. NN in der kleinhügeligen Landschaft des Kraichgaus. Der Ort liegt in der oberen Talmulde des Bauerbachs, der ungefähr nordwärts zum Kraichbach läuft, bis zu dessen linkem Ufer sich auch die Gemarkung erstreckt. Den Siedlungsbereich umgibt nahe ein Weichbild von Obstwiesen, weiter im Osten liegen auch Äcker. In weiterem Umkreis ist der Ort von einem südlichen Halbring aus den Wäldern Gabenwald und Hochwald umstanden.
Außer dem Dorf liegt nur noch der Wohnplatz Hagenmühle zweieinhalb Kilometer nordnordöstlich von dessen Mitte am linken Kraichbachufer in der Stadtteilgemarkung.

## Geschichte
Bauerbach verdankt die älteste Nennung des Ortsnamens den Mönchen des Klosters Lorsch bei Worms. Sie vermerkten in ihrem Codex-Traditionum Laureshamensis, dass ihnen am 26. April 778 von Rutger für das Seelenheil seines Vaters Willo des Klosters Ländereien in villa Burach übereignet wurden.
Im Mittelalter war Bauerbach Reichsbesitz. König Albrecht I. nannte es in einer lateinischen Urkunde vom 3. Mai 1305 ausdrücklich „sein und des Reiches Dorf Burbach“, als er es an den adligen Zeisolf von Magenheim verpfändete. Dieser scheint das Dorf nicht sehr lange behalten zu haben, denn 1330 versetzte Kaiser Ludwig der Bayer „den Hof und das Dorf ze Burbach“ an Albrecht Hoffwart von Kirchheim. Bis 1473 blieb der Ort vorwiegend im Besitz dieser Familie (siehe auch: Burg Bauerbach).
Bereits vorher muss Bauerbach unter verschiedenen Lehnsherren aufgeteilt worden sein, da 1405 ein Teil des Reichslehens dem Brettener Bürger Dolde für eine Geldsumme versetzt worden war. Das Patronatsrecht – und damit das Recht, den Ortsgeistlichen vorzuschlagen – war bereits 1348 im Besitz des Klosters Hirsau, Die Abtei hatte auch das Recht den Schultheißen in Bauerbach einzusetzen. Im Jahre 1473 wurde mit Zustimmung des Kaisers Friedrich III. dem Abt Bernhard von Hirsau erlaubt, bei Balthasar von Thüngen das um 100 Mark Silber verpfändete Dorf zu Burbach lösen zu dürfen.

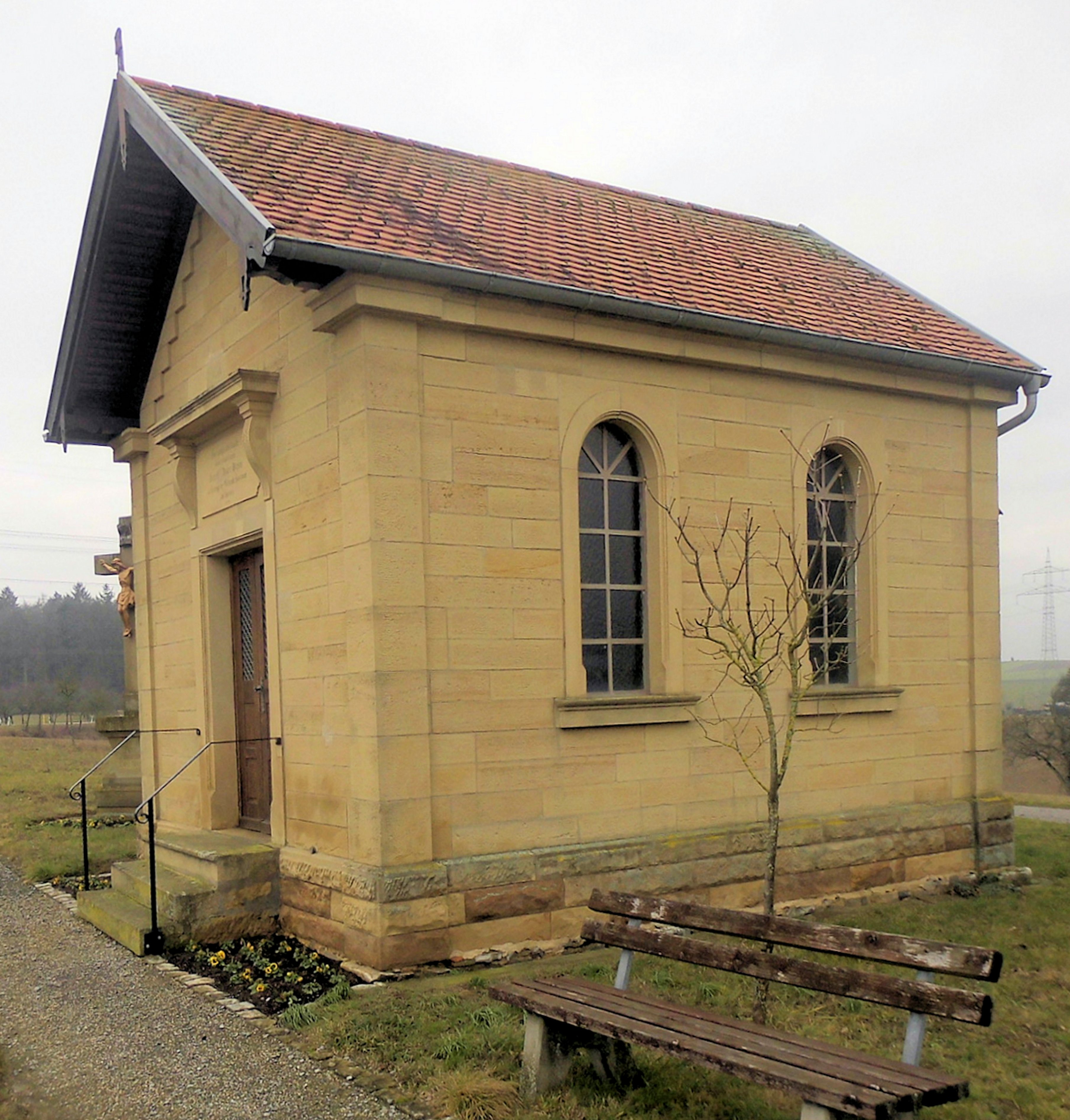
Kapelle an der Straße nach Büchig

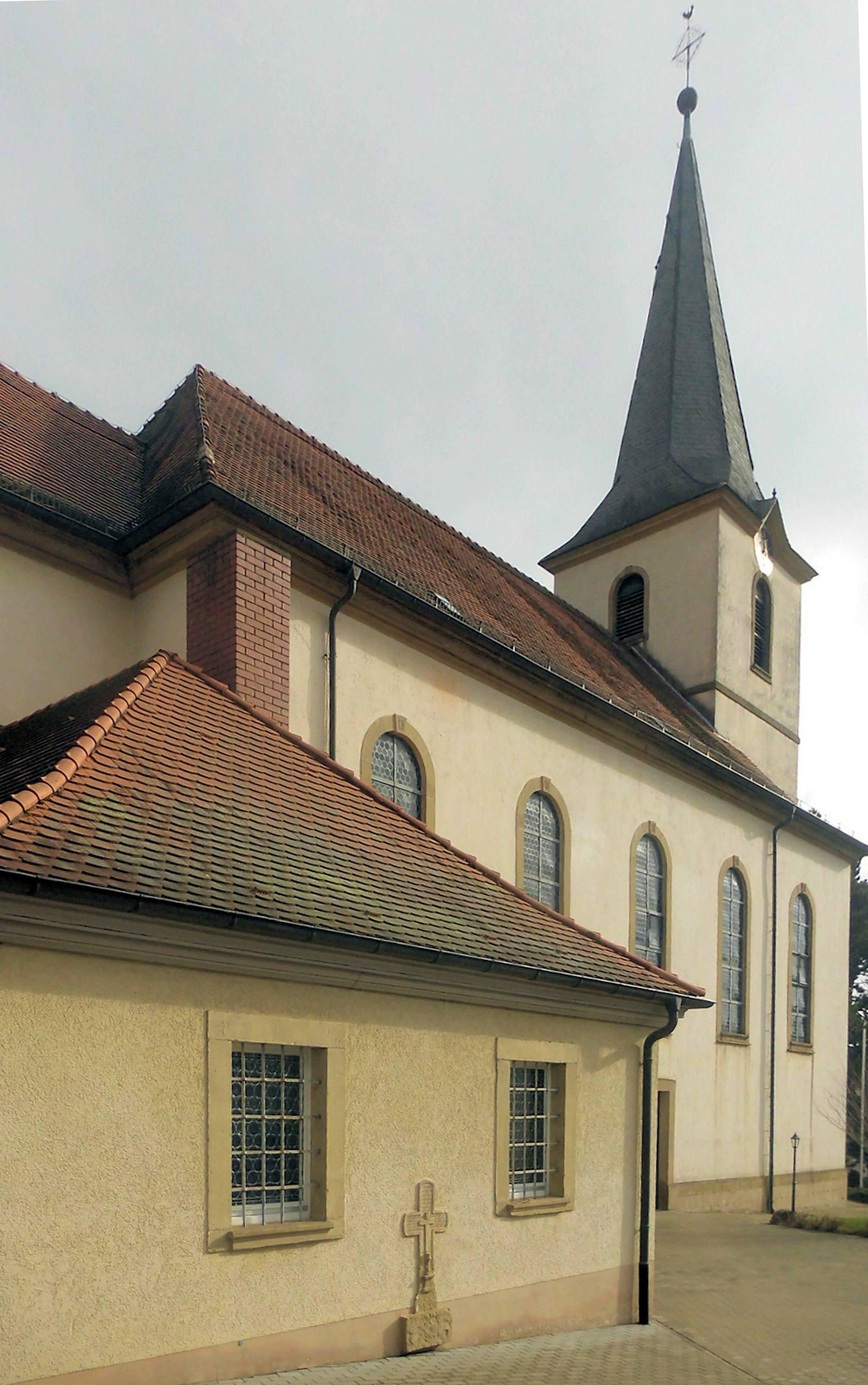
Kirche St. Peter

1511 veräußerte das Kloster Bauerbach dem Domkapitel zu Speyer. In der Folge verblieb Bauerbach fast 300 Jahre lang beim Hochstift Speyer und kam bei dessen Auflösung 1803 an das spätere Großherzogtum Baden. Die Jüdische Gemeinde Bauerbach entstand im 18. Jahrhundert und existierte bis 1894.
Mit der Auflösung des Amtsbezirks Bretten im Jahre 1936 kam die Gemeinde Bauerbach zum Landkreis Karlsruhe. 1946 waren über 200 Flüchtlinge und Heimatvertriebene hinzugekommen, die zu einer sprunghaften Erhöhung der Einwohnerzahl geführt hatten. Am 2. Februar 1972 wurde Bauerbach zu einem Stadtteil von Bretten. Der nördlich der Kernstadt Bretten gelegene Stadtteil Bauerbach hat heute ca. 1300 Einwohner.
Die in den 1980er Jahren errichtete Talbrücke Bauerbach, mit 748 m Länge die zweitlängste Brücke der Schnellfahrstrecke Mannheim–Stuttgart, wurde nach dem Ortsteil benannt.

## Sehenswürdigkeiten
- Rathaus, laut einer Inschrift am Außengebälk im Jahre 1585 erbaut
- Pfarrkirche St. Peter, 1791/92 erbaut

## Verkehr
Die Schnellfahrstrecke Mannheim–Stuttgart führt am östlichen Rand des Ortes auf der Talbrücke Bauerbach vorbei.
Bauerbach liegt an der Kraichgaubahn von Karlsruhe nach Heilbronn. Es gibt einen 20/30-Minuten-Takt nach Heilbronn, wobei manche Züge bereits in Gölshausen oder Flehingen enden. In Bauerbach enden auch einige Züge von Karlsruhe kommend. Nach Karlsruhe besteht ebenfalls ein 20/30-Minuten-Takt.
Bauerbach liegt an der Bundesstraße 293 von Heilbronn nach Karlsruhe.